# قلعه لوت
قلعه لوت، روستایی از توابع بخش آبژدان شهرستان اندیکا در استان خوزستان ایران است.

## جمعیت
این روستا در دهستان آبژدان قرار دارد و براساس سرشماری مرکز آمار ایران در سال ۱۳۸۵، جمعیت آن ۱۴۷ نفر (۲۲خانوار) بوده‌است.